# Крадений камінь
Крадений камінь (англ. The Hot Rock) — американська кримінальна комедія 1972 року, екранізація твору Дональда Вестлейка

## Сюжет
Відбувши тюремне ув'язнення, злодій-рецидивіст Дортмундер виходить на свободу. Посол однієї з африканських країн доктор Амуса пропонує йому викрасти з музею дорогоцінний камінь, який має велику цінність для африканського народу і був вивезений з батьківщини в часи колонізації. Дортмундер збирає команду і розробляє план. Але під час крадіжки, в найостанніший момент одного з них ловить поліція і йому не залишається нічого іншого, як ковтнути діамант. І тепер невдачливі грабіжники намагаються повернути втрачений ними камінь.

## У ролях
| Актор          | Роль                    |
| -------------- | ----------------------- |
| Роберт Редфорд | Дортмундер              |
| Джордж Сігал   | Келп                    |
| Рон Лейбман    | Марч                    |
| Пол Сенд       | Грінберг                |
| Моузес Ганн    | доктор Амуса            |
| Вільям Редфілд | лейтенант Гувер         |
| Топо Своуп     | Сіс                     |
| Шарлотта Рей   | мати Марча              |
| Грем Джарвіс   | Ворден                  |
| Гаррі Беллевер | бармен Ролло            |
| Сет Аллен      | хіппі                   |
| Роберт Лівайн  | поліцейський у дільниці |
| Лі Воллес      | доктор Стросс           |
| Роберт Вейл    | Альберт                 |
| Лінн Гордон    | Міасмо                  |
| Гренія О'Меллі | Леді Птах               |
| Фред Кук       | Отто                    |